# 녹수초등학교
녹수초등학교는 대한민국 울산광역시 동구에 있는 초등학교다.

## 학교 연혁
- 1994.03.01 본교 설립
- 1994.03.01 초대 김용완 교장 부임
- 1994.03.01 41학급 편성
- 1995.02.27 제1회 졸업식(292명)
- 1995.12.31 시 지정 우수학교 운영
- 1996.12.02 클럽활동 도 우수학교 운영
- 1997.12.02 강북교육청 자율시범학교 운영
- 1998.11.02 광역시지정 경제교육시범학교 운영
- 1998.12.31 교육개혁 종합평가 우수학교
- 2001.10.26 광역시지정 에너지절약연구학교 운영보고
- 2006.11.07 광역시지정 평생교육시범학교 운영보고
- 2008.03.01 특수학급 1학급 개설
- 2008.12.30 다목적 강당 녹수관 및 급식소 준공
- 2014.02.22 제20회 졸업식(93명, 누계 4,672명)
- 2014.03.01 25학급 편성(특수 1학급 포함, 재학생 566명)
- 2014.09.01 제10대 정종규 교장 부임